# Syngonanthus caulescens
Syngonanthus caulescens är en gräsväxtart som först beskrevs av Jean Louis Marie Poiret, och fick sitt nu gällande namn av Wilhelm Willy Otto Eugen Ruhland. Syngonanthus caulescens ingår i släktet Syngonanthus och familjen Eriocaulaceae.

## Underarter
Arten delas in i följande underarter:
- S. c. angustifolius
- S. c. caulescens
- S. c. discretifolius
- S. c. hatschbachii
- S. c. proliferus